# Kerstin
Kerstin ist ein weiblicher Vorname.

## Herkunft und Bedeutung
Kerstin ist eine skandinavische Abwandlung von Christiane. Kerst ist eine durch Metathesis entstandene Form von Christ. Es bedeutet also so viel wie die Christliche, die Gottestreue, die Gesalbte.

## Verbreitung
Der Name Kerstin war in der ersten Hälfte des 20. Jahrhunderts in Deutschland eher ungebräuchlich. Seine Popularität stieg jedoch in den 1950er Jahren schnell an. Während der 1960er und Anfang der 1970er Jahre war der Name oft unter den zehn häufigsten weiblichen Vornamen des entsprechenden Jahrgangs. Ab Mitte der 1980er Jahre ging seine Beliebtheit dann stark zurück.

## Namenstag
24. Juli

## Varianten
Cerstin, Cerstina, Kerstine, Kerstina, Kirsten, Kirstin, Kirsti, Kersti, Keri, Kersten, Kärstin

## Namensträgerinnen

### Vorname

#### Kerstin
- Kerstin de Ahna (* 1935), deutsche Schauspielerin
- Kerstin Andreae (* 1968), deutsche Politikerin
- Kerstin Asbar (* 1969), ehemalige deutsche Beachvolleyballspielerin
- Kerstin Behrendt (* 1967), deutsche Leichtathletin
- Kerstin Braun (* 1970), deutsche Fotografin
- Kerstin von der Decken (* 1968), deutsche Juristin, Professorin für Völker- und Europarecht
- Kerstin Decker (* 1962), deutsche Journalistin und Schriftstellerin
- Kerstin Ekman (* 1933), schwedische Schriftstellerin
- Kerstin Fladerer (* 1986), österreichische Politikerin (ÖVP)
- Kerstin Gähte (1958–2017), deutsche Schauspielerin
- Kerstin Garefrekes (* 1979), deutsche Fußballspielerin
- Kerstin Griese (* 1966), deutsche Politikerin
- Kerstin Hensel (* 1961), deutsche Schriftstellerin
- Kerstin Herrnkind (* 1965), deutsche Journalistin und Autorin
- Kerstin Klein (Kerstin Wunder) (* 1990), Gitarristin der Pop-Rock-Band Fräulein Wunder
- Kerstin Knabe (* 1959), deutsche Leichtathletin
- Kerstin Kowalski (* 1976), deutsche Ruderin
- Kerstin Kramer (* 1977), deutsche Schauspielerin
- Kerstin Landsmann (* 1977), deutsche Schauspielerin und Stuntfrau
- Kerstin von Lingen (* 1971), deutsche Historikerin und Hochschullehrerin
- Kerstin Linnartz (* 1976), deutsches Fotomodell, Fernsehmoderatorin und Schauspielerin
- Kerstin Lorenz (1962–2005), deutsche Politikerin
- Kerstin Meier (* 1975), deutsche Politikerin
- Kerstin Müller (* 1963), deutsche Politikerin
- Kerstin Ott (* 1982), deutsche Sängerin, Songwriterin, Gitarristin und DJ
- Kerstin Paeserack (* 1963), deutsches Fotomodell
- Kerstin Palm (Fechterin) (* 1946), schwedische Fechterin
- Kerstin Palm (Biologin) (* 1961), deutsche Biologin und Hochschullehrerin
- Kerstin Protz (* 1969), deutsche Krankenschwester und Fachautorin
- Kerstin Ramcke (* 1963), deutsche Filmproduzentin
- Kerstin Sanders-Dornseif (* 1943), deutsche Synchronsprecherin und Theaterschauspielerin.
- Kerstin Schulz (* 1967), deutsche Künstlerin
- Kerstin Söderblom (* 1963), deutsche Pfarrerin
- Kerstin Specht (* 1956), deutsche Bühnenautorin
- Kerstin Stegemann (* 1977), deutsche Fußballspielerin
- Kerstin Stutterheim (* 1961), deutsche Autorin und Dokumentarfilmerin
- Kerstin Thielemann (* 1962), deutsche Schauspielerin
- Kerstin Tzscherlich (* 1978), deutsche Volleyballspielerin
- Kerstin Vogel (* 1985), deutsche Schwimmerin
- Kerstin Walther (* 1961), deutsche Leichtathletin
- Kerstin Wasems (* 1979), deutsche Fußballspielerin
- Kerstin Wöller (* 1967), deutsche Bodybuilderin
- Kerstin Wolff (* 1967), deutsche Historikerin

#### Cerstin
- Cerstin Gammelin (* 1965), deutsche Journalistin
- Cerstin Petersmann (* 1964), deutsche Ruderin
- Cerstin Richter-Kotowski (* 1962), deutsche Verwaltungsjuristin und Politikerin (CDU)
- Cerstin Schmidt (* 1963), deutsche Rennrodlerin

### Kunstfigur
- Kerstin und ich, Jugendbuch von Astrid Lindgren aus dem Jahr 1945